# 或る男の一生
『或る男の一生』（あるおとこのいっしょう、原題：The Great Gatsby）は、ハーバート・ブレノン監督、ジェシー・L・ラスキーとアドルフ・ズーカー製作、パラマウント映画配給による1926年公開のアメリカ合衆国の映画。F・スコット・フィッツジェラルドの小説『グレート・ギャツビー』を原作としており、その映画化の第1作である。
本編のフィルム元版は紛失したと見られており、約1分の予告編のみ現存する。著名なフィルムが失われた映画作品の一例として知られる。

## キャスト
- ワーナー・バクスター - ジェイ・ギャツビー
- ロイス・ウィルソン（英語版） - デイジー・ブキャナン
- ニール・ハミルトン（英語版） - ニック・キャラウェイ
- ジョージア・ヘイル - マートル・ウィルソン
- ウィリアム・パウエル - ジョージ・ウィルソン
- ヘイル・ハミルトン -  トム・ブキャナン
- ジョージ・ナッシュ - チャールズ・ウルフ
- カルメリータ・ジェラティ（英語版） - ジョーダン・ベイカー
- エリック・ブロア
- ガンボート・スミス（英語版）
- クレア・ホイットニー（英語版）